# (100181) 1994 AN10
(100181) 1994 AN10 es un asteroide perteneciente al cinturón de asteroides, descubierto el 8 de enero de 1994 por el equipo del Spacewatch desde el Observatorio Nacional de Kitt Peak, Arizona, Estados Unidos.